# Myzomela sanguinolenta
Myzomela sanguinolenta là một loài chim bản địa Australia trong họ Meliphagidae.
Loài chim này được mô tả bởi nhà điểu học người Anh John Latham vào năm 1801. Dài 9–11 cm, đây là loài chim ăn mật nhỏ nhất ong mật ở Australia. Loài này có một cái đuôi ngắn và cái mỏ dài tương đối dài. Bộ lông lưỡng hình giới tính; chim trống có màu đỏ tươi nổi bật với đôi cánh đen, trong khi chim mái có màu nâu hoàn toàn. Loài này hót nhiều hơn hầu hết các loài chim ăn mật và một loạt các cuộc gọi đã được ghi lại, bao gồm cả tiếng leng keng như chuông.
Loài chim này được tìm thấy dọc theo hầu hết đường bờ biển phía đông, từ Cape York ở cực bắc đến Gippsland ở Victoria. Nó là loài di cư ở các phần phía nam trong phạm vi của nó, với các quần thể di chuyển về phía bắc vào mùa đông. Môi trường sống tự nhiên của loài chim này là rừng, nơi chúng kiếm ăn chủ yếu ở các tán cây tầng trên. Chúng là loài ăn tạp, ăn côn trùng cũng như mật hoa. Chim mẹ có thể nuôi 3 chim non một lứa trong suốt một mùa sinh sản. Con mái đẻ hai hoặc hiếm khi ba quả trứng màu trắng lốm đốm trong một cái ổ hình cốc có đường kính 5 cm trên cây cao. Liên minh Bảo tồn Thiên nhiên Quốc tế (IUCN) đã đánh giá loài này thuộc loài ít quan tâm do có phạm vi rộng lớn và quần thể có vẻ ổn định.